# Oriana (filme)
Oriana é um filme de drama venezuelano de 1985 dirigido por Fina Torres. 
Foi selecionado como representante da Venezuela à edição do Oscar 1986, organizada pela Academia de Artes e Ciências Cinematográficas.

## Elenco
- Doris Wells - Oriana
- Daniela Silverio - Maria
- Maya Oloe - Maria (adolescente)
- Mirtha Borges - Fidelia
- Rafael Briceño - Padre
- Philippe Rouleau - George
- Claudia Venturini - Oriana (adolescente)
- Hannah Caminos - Oriana (criança)